# Gouvernement Édouard Herriot (1)
Troisième République
Gouvernement Frédéric François-Marsal Gouvernement Paul Painlevé II
Le premier gouvernement Édouard Herriot dure du 14 juin 1924 au 10 avril 1925.

## Composition
| Portefeuille                                                                   | Titulaire | Titulaire                                 | Parti |
| ------------------------------------------------------------------------------ | --------- | ----------------------------------------- | ----- |
| Président du Conseil Ministre des Affaires étrangères                          |           | Édouard Herriot                           | PRRRS |
| Ministres                                                                      |           |                                           |       |
| Ministre de la Justice                                                         |           | René Renoult                              | PRRRS |
| Ministre de l’Intérieur                                                        |           | Camille Chautemps                         | PRRRS |
| Ministre des Finances                                                          |           | Étienne Clémentel (jusqu’au 2 avril 1925) | PRRRS |
| Ministre des Finances                                                          |           | Anatole de Monzie                         | PRS   |
| Ministre de la Guerre                                                          |           | Charles Nollet                            | SE    |
| Ministre de la Marine                                                          |           | Jacques-Louis Dumesnil                    | PRRRS |
| Ministre de l’Instruction publique et des Beaux-Arts                           |           | François Albert                           | PRRRS |
| Ministre des Travaux publics                                                   |           | Victor Peytral                            | PRRRS |
| Ministre du Commerce et de l’Industrie                                         |           | Eugène Raynaldy                           | PRDS  |
| Ministre de l’Agriculture                                                      |           | Henri Queuille                            | PRRRS |
| Ministre des Colonies                                                          |           | Édouard Daladier                          | PRRRS |
| Ministre du Travail, de l’Hygiène, de l’Assistance et de la Prévoyance sociale |           | Justin Godart                             | PRRRS |
| Ministre des Pensions                                                          |           | Édouard Bovier-Lapierre                   | PRS   |
| Ministre des Régions libérées                                                  |           | Victor Dalbiez                            | PRRRS |
| Commissaires généraux                                                          |           |                                           |       |
| Commissaire général à la Guerre (Éducation physique)                           |           | Paul Bénazet (à partir du 23 juin 1924)   | PRS   |
| Sous-secrétaires d’État                                                        |           |                                           |       |
| Sous-secrétaire d’État à l'Enseignement technique                              |           | Vincent de Moro Giafferi                  | PRS   |
| Sous-secrétaire d’État à l’Aéronautique et aux Transports aériens              |           | Laurent Eynac                             | RI    |
| Sous-secrétaire d’État aux Postes et Télégraphes                               |           | Pierre Robert                             | PRRRS |
| Sous-secrétaire d’État aux Ports, à la Marine marchande et aux Pêches          |           | Léon Meyer                                | PRRRS |